# Siedlung Ludwigsfeld

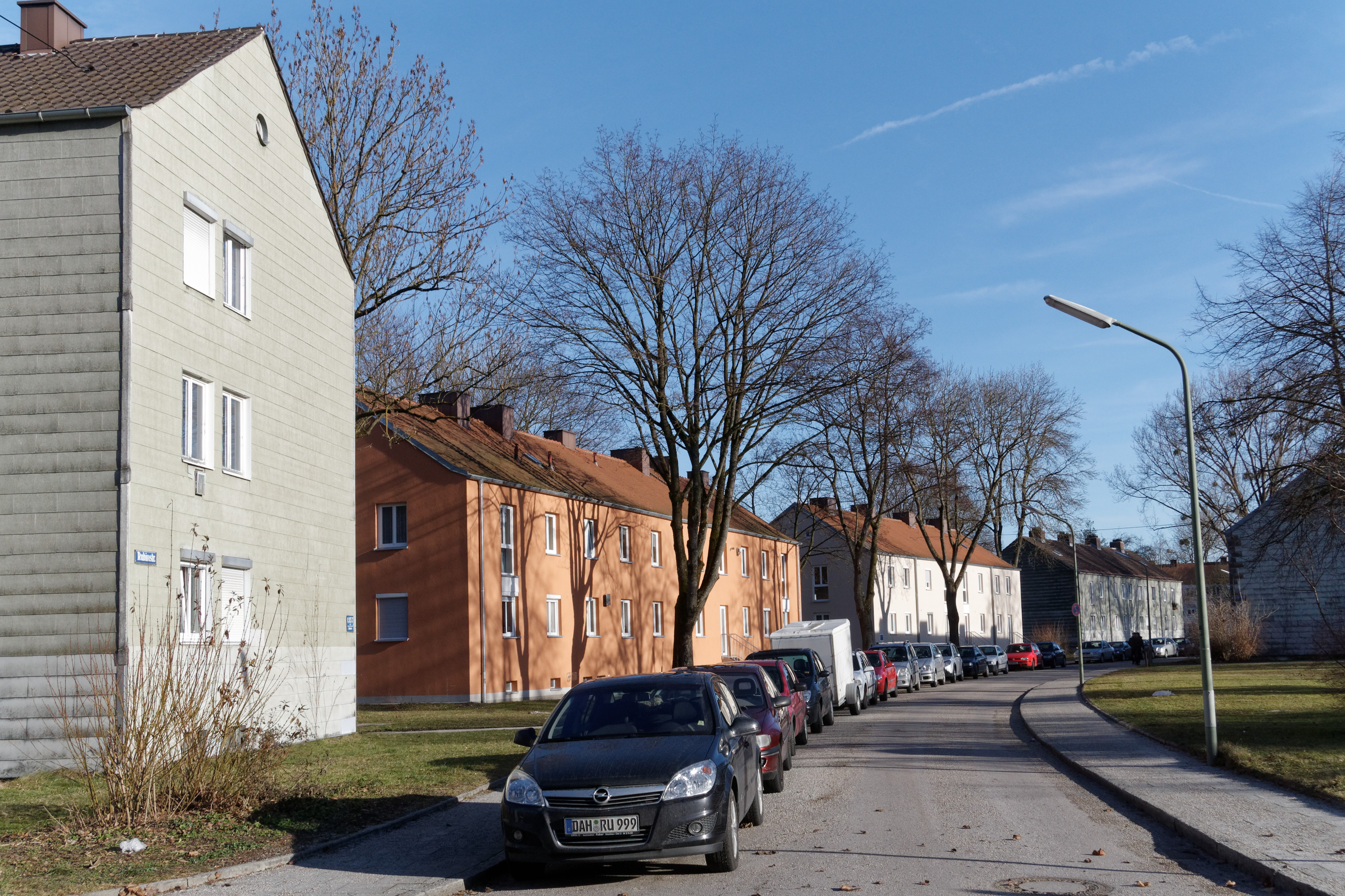
Blick durch die Rubinstraße in der Siedlung Ludwigsfeld

Die Siedlung Ludwigsfeld ist eine Siedlung in München. 

## Lage
Die Siedlung Ludwigsfeld liegt im Norden des Bezirksteils Ludwigsfeld im Stadtbezirk Feldmoching-Hasenbergl östlich der Dachauer Straße gegenüber dem Gelände der Firma MAN und südlich der Karlsfelder Straße. Trotz ihres Namens und ihrer Nähe zu dem historischen Ort Ludwigsfeld, der 1938 nach München eingemeindet wurde, liegt sie nicht auf dem Gebiet dieser ehemaligen Gemeinde, das der Gemarkung Ludwigsfeld entspricht, sondern in der Nachbargemarkung Feldmoching.

## Geschichte

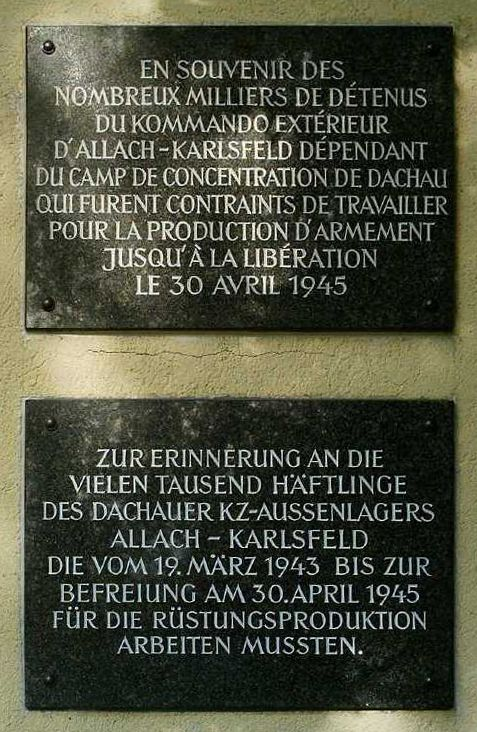
Gedenktafel für die ehemaligen Häftlinge des Lagers Ludwigsfeld

Die Siedlung Ludwigsfeld geht auf den nördlich des Zentralorts der ehemaligen Gemeinde gelegenen KZ-Außenlagerkomplex München-Allach (BMW) zurück, der Teil eines weit verzweigten Systems von Außenlagern des KZ Dachau war. Auf dem knapp 14 Hektar großen Gelände wurden außerdem Kriegsgefangene und Zwangsarbeiter für die kriegswichtige Produktion (u. a. von Flugzeugmotoren bei BMW) untergebracht.
Das KZ Dachau wurde am 29. April 1945 von vorrückenden US-Soldaten befreit, einen Tag später erreichten sie das Außenlager bei Allach. Die Alliierten nutzten das Lager nach Kriegsende zur Unterbringung von Displaced Persons, also Menschen, die sich aufgrund der Kriegswirren fern ihrer Heimat befanden und nach und nach dorthin zurückgeführt werden sollten. Dies erwies sich jedoch mit Beginn der Ost-West-Konfrontation rasch als zunehmend schwierig, da viele Menschen in ihre nun kommunistischen Herkunftsländer nicht mehr zurückkehren konnten oder wollten.
Daher wurde ab 1952 im Ostteil des Lagers mit Geldern aus dem Marshall-Plan eine dauerhafte Siedlung für etwa 3800 Bewohner errichtet. Die Straßen wurden nach Edelsteinen benannt, was der Siedlung auch den Beinamen Kristall- oder Diamantsiedlung gab. Die Bebauung bestand aus 1-2-geschossigen Wohnblocks, wie sie für die 50er- und 60er-Jahre typisch sind. In den für die damalige Zeit durchaus komfortablen Wohnungen, aber ohne Heizung und Bad, fanden über 3000 Heimatvertriebene, ehemalige Zwangsarbeiter und Kriegsgefangene aus 22 Nationen ein neues Zuhause. Die Wohnungen reichten bei weitem nicht für alle aus, sodass man die 3-Zimmer-Wohnungen zum Teil auch noch untervermieten musste. Der Rest der Emigranten wurde in den am Rand der Siedlung gelegenen Baracken untergebracht. Da sich die Siedlung auf der Gemarkung des Dorfes Ludwigsfeld befand, schoss dessen Einwohnerzahl in kurzer Zeit von etwa 400 auf 4000 in die Höhe.
Als 1996 ein ehemaliger Bewohner der Siedlung den Vorschlag an den 24. Münchner Stadtbezirk Feldmoching-Hasenbergl richtete, die Rubinstraße als Einbahnstraße auszuweisen, wurde festgestellt, dass die Siedlung vom Bezirksausschuss vollkommen vergessen worden war. Die damalige SPD-Mitarbeiterin im Bezirksausschuss, Katharina Adam, kümmerte sich darum, dass die Siedlung wieder dem 24. Münchner Stadtbezirk zugeordnet wurde.
Auf der Westfassade des einzigen vom KZ übriggebliebenen Gebäudes in der Granatstraße 10 (heute das Vereinsheim des TSV Ludwigsfeld) wurde im Mai 1997 auf Initiative der Interessengemeinschaft Ludwigsfeld eine Gedenktafel als Erinnerungsstätte eingeweiht.
Im Jahre 1952 wurde gleichzeitig mit dem Siedlungsbau die Ukrainisch-Orthodoxe St.-Michael-Kirche gegründet, deren Mitglieder hauptsächlich ehemalige Häftlinge des KZ-Außenlagers Allach-Karlsfeld waren. Den Innenraum schmücken viele Ikonen, die von den ehemaligen Zwangsarbeitern aus der Ukraine eigenhändig gefertigt wurden. Die Kirche wird heute von vielen Touristen, aber auch von interessierten Münchnern besucht.
Am 22. Juli 2007 besuchte der damalige ukrainische Präsident Viktor Juschtschenko die ukrainisch-orthodoxe Petrus-und-Paulus-Kirche und suchte das Gespräch mit ehemaligen ukrainischen Zwangsarbeitern.

## Beschreibung

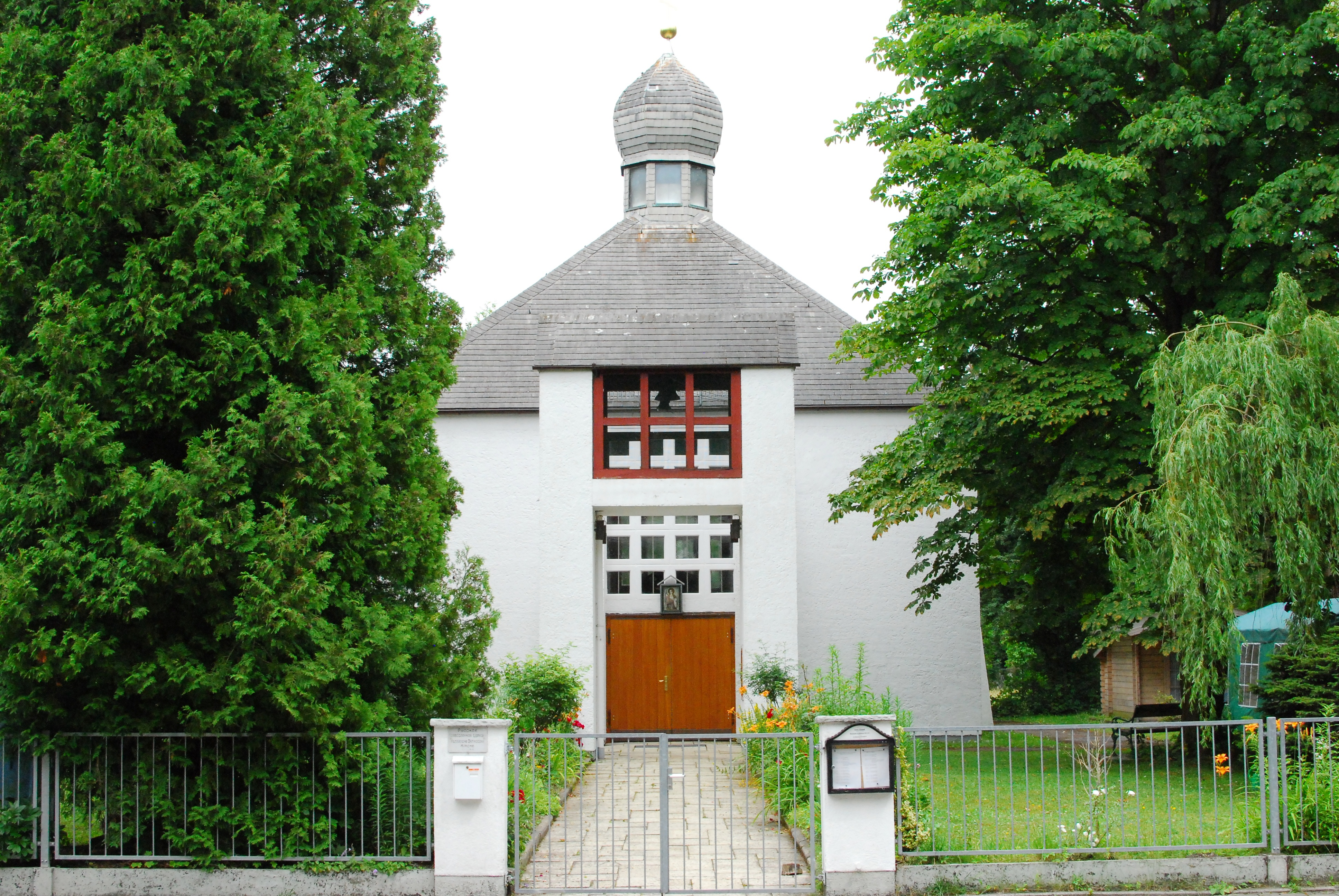
St. Michael

Das Bild der Siedlung ist geprägt durch mehrgeschossige Wohnblöcke. Es liegen mehrere Kirchen in der Siedlung, darunter die römisch-katholische Kirche St. Johann Nepomuk, die russisch-orthodoxe Kirche des Heiligen Erzengels Michael,  die ukrainisch-orthodoxe Kirche der Heiligen Apostel Petrus und Paulus und die georgisch-orthodoxe Kirche des heiligen Königs Wachtang Gorgassali. In der Rubinstraße 14 steht der Tibetisch-buddhistische Kalmückentempel. 
In der Siedlung leben etwa 20 Nationalitäten zusammen, darunter ehemalige Zwangsarbeiter sowie viele ihrer Nachkommen. Die Siedlung Ludwigsfeld gilt über München hinaus als Beispiel gelungener Integration. 

## Privatisierung
Seit 1. Januar 2005 steht die Siedlung Ludwigsfeld im Eigentum der Bundesanstalt für Immobilienaufgaben (BImA). Die niedrigen Monatsmieten (im Durchschnitt 2,61 EUR/m² Wohnfläche und Monat) reichten nach Auffassung der BImA zum wirtschaftlichen Betrieb der insgesamt 680 Wohneinheiten nicht aus. Die Wohnungen gelten darüber hinaus als für Wohnungsfürsorgezwecke des Bundes ungeeignet. Aus diesen Gründen entschloss man sich gemäß §1 Abs. 1 BImA-Errichtungsgesetz zu deren Veräußerung im Bieterverfahren.
Die zunächst mit der Stadt München geführten Verkaufsverhandlungen scheiterten. Grund dafür war letztlich die fehlende
Bereitschaft der Stadt, für die Liegenschaft den Verkehrswert (voller Wert im Sinn der Bundeshaushaltsordnung) zu bezahlen. Einzelheiten der Verhandlungen mit anderen Kaufinteressenten wurden aus Gründen der Vertraulichkeit zum Schutz von Unternehmensinterna nicht bekannt. Am 1. Juni 2007 wurde schließlich der Verkauf der Siedlung für 10,5 Mio. € an die Augsburger Patrizia AG bekanntgegeben. Bei den Vertragsverhandlungen wurde Wert auf den Schutz der Bewohner gelegt: Die Patrizia AG musste im Gegenzug lebenslangen Kündigungsschutz für die jetzigen Mieter gewähren.
Die Nachricht vom Verkauf wurde von den Bewohnern mit gemischten Gefühlen aufgenommen: Einerseits herrschte Erleichterung darüber, dass die jahrelange Diskussion um den Verkauf und die damit einhergehende Unsicherheit beendet war. Andererseits werden die vertraglich vereinbarten Maßnahmen zum Mieterschutz mit Skepsis betrachtet.